# Wolfgang Michaelis
Wolfgang Michaelis (* 20. Juli 1939) ist ein deutscher Psychologe.

## Leben
Nach der Promotion zum Dr. phil. (Individuelle Differenzen beim Konzepterwerb. Experimentelle Untersuchung zum Konzeptlernen auf dem Hintergrund des Lernmotivationsmodells von Spence und der Persönlichkeitstheorie von Eysenck) am 20. August 1969 in Kiel und der Habilitation an der Universität Kiel (Perspektiven der Theorienbildung über die Aggression) 1977 wurde er Professor in Augsburg 1981.

## Schriften (Auswahl)
- Verhalten ohne Aggression? Versuch zur Integration der Theorien. Köln 1976, ISBN 3-462-01136-7.
- Psychologieausbildung im Wandel. Beschwichtigende Kompromisse – neue Horizonte. München 1986, ISBN 3-89019-123-1.

| Personendaten    | Personendaten        |
| ---------------- | -------------------- |
| NAME             | Michaelis, Wolfgang  |
| KURZBESCHREIBUNG | deutscher Psychologe |
| GEBURTSDATUM     | 20. Juli 1939        |